# Eagle Mk1
Eagle Mk1 (T1G) (шасси 101: T1F) — болид Формулы-1, построенный Леном Терри для участия в чемпионате мира 1966 года. Это был первый автомобиль Формулы-1 команды Anglo American Racers, основанной американским гонщиком Дэном Герни.

## История

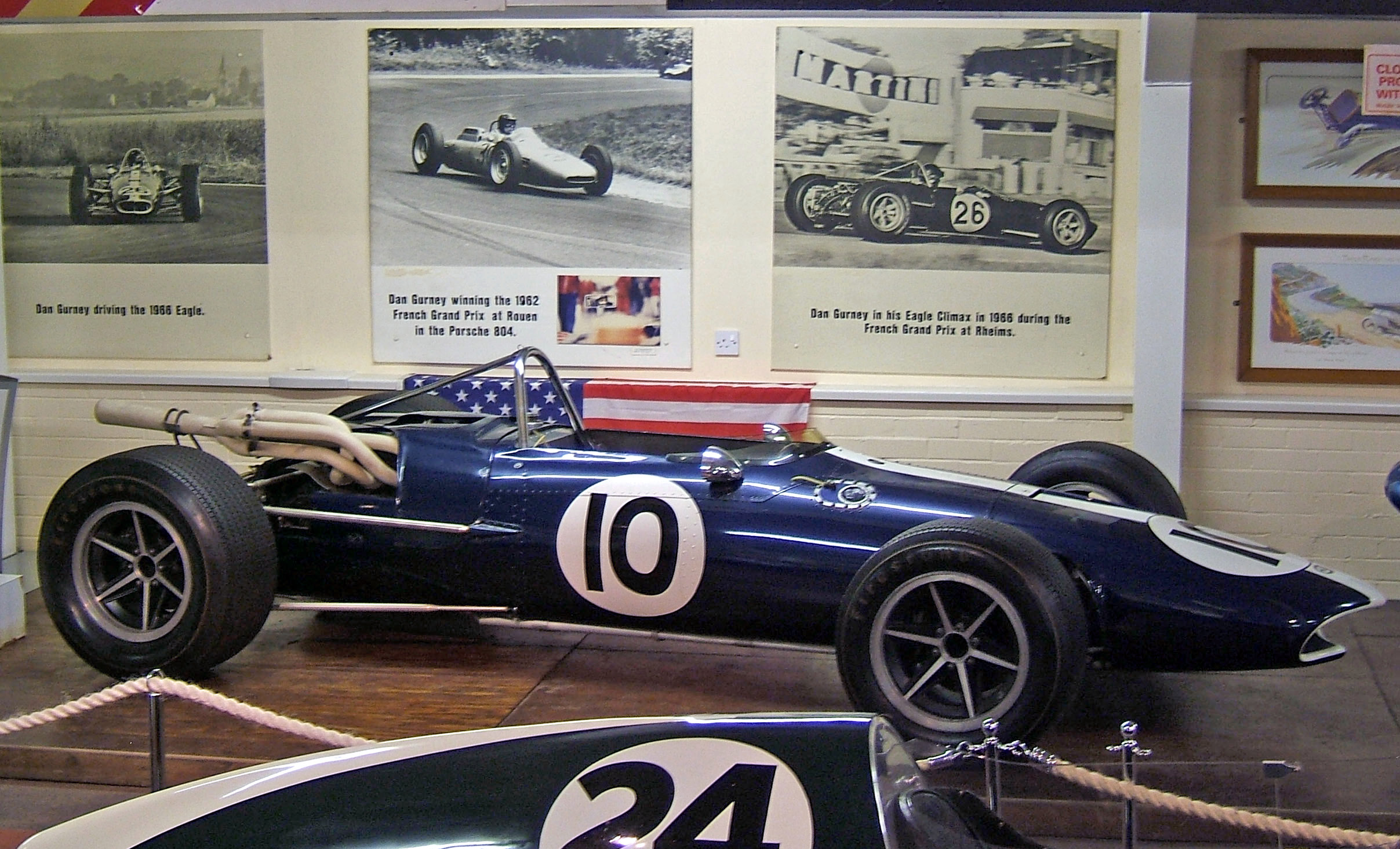
Eagle T2G - автомобиль американской серии USAC, почти точная копия T1G.

Единственная победа команды, одержанная Герни на Гран-при Бельгии 1967 года, остаётся единственной в Формуле-1 и для американского автомобиля.

## Результаты выступлений в гонках
| Год  | Команда               | Двигатель                     | Шины | Пилоты     | 1    | 2    | 3    | 4   | 5    | 6    | 7    | 8    | 9    | 10   | 11   | 12  | Место | Очки  |
| ---- | --------------------- | ----------------------------- | ---- | ---------- | ---- | ---- | ---- | --- | ---- | ---- | ---- | ---- | ---- | ---- | ---- | --- | ----- | ----- |
| 1966 | Anglo American Racers | Climax FPF L4                 | G    |            | МОН  | БЕЛ  | ФРА  | ВЕЛ | НИД  | ГЕР  | ИТА  | США  | МЕК  |      |      |     | 7† 13 | 4† 0  |
| 1966 | Anglo American Racers | Climax FPF L4                 | G    | Герни      |      |      | 5†   |     |      | 7†   | Сход | Сход | 5†   |      |      |     | 7† 13 | 4† 0  |
| 1966 | Anglo American Racers | Climax FPF L4                 | G    | Хилл       |      |      |      |     |      |      | НКВ† |      |      |      |      |     | 7† 13 | 4† 0  |
| 1966 | Anglo American Racers | Climax FPF L4                 | G    | Бондурант  |      |      |      |     |      |      |      | ДСК† | Сход |      |      |     | 7† 13 | 4† 0  |
| 1967 | Anglo American Racers | Climax FPF L4 Weslake 58, V12 | G    |            | ЮАР  | МОН  | БЕЛ  | НИД | ФРА  | ВЕЛ  | ГЕР  | ИТА  | КАН  | США  | МЕК  |     | 12† 7 | 0† 13 |
| 1967 | Anglo American Racers | Climax FPF L4 Weslake 58, V12 | G    | Герни      |      | Сход | Сход | 1   | Сход | Сход | Сход | 3    | Сход | Сход | Сход |     | 12† 7 | 0† 13 |
| 1967 | Anglo American Racers | Climax FPF L4 Weslake 58, V12 | G    | Гинтер     |      | НКВ  |      |     |      |      |      |      |      |      |      |     | 12† 7 | 0† 13 |
| 1967 | Anglo American Racers | Climax FPF L4 Weslake 58, V12 | G    | Макларен   |      |      |      |     | Сход | Сход | Сход |      |      |      |      |     | 12† 7 | 0† 13 |
| 1967 | Anglo American Racers | Climax FPF L4 Weslake 58, V12 | G    | Скарфиотти |      |      |      |     |      |      |      |      | Сход |      |      |     | 12† 7 | 0† 13 |
| 1967 | Castrol Oils Ltd.     | Climax FPF L4                 | G    | Пиз        |      |      |      |     |      |      |      | НКЛ  |      |      |      |     | 12† 7 | 0† 13 |
| 1968 | Anglo American Racers | Weslake 58, V12               | G    |            | ЮАР  | ИСП  | МОН  | БЕЛ | НИД  | ФРА  | ВЕЛ  | ГЕР  | ИТА  | КАН  | США  | МЕК | НКЛ   | 0     |
| 1968 | Anglo American Racers | Weslake 58, V12               | G    | Герни      | Сход |      | Сход |     |      |      | Сход | 9    | Сход |      |      |     | НКЛ   | 0     |
| 1968 | Castrol Oils Ltd.     | Climax FPF L4                 | G    | Пиз        |      |      |      |     |      |      |      |      |      | НС†  |      |     | НКЛ   | 0     |
| 1969 | John Maryon           | Climax FPF L4                 | F    |            | ЮАР  | ИСП  | МОН  | НИД | ФРА  | ВЕЛ  | ГЕР  | ИТА  | КАН  | США  | МЕК  |     | НКЛ   | 0     |
| 1969 | John Maryon           | Climax FPF L4                 | F    | Пиз        |      |      |      |     |      |      |      |      | ДСК† |      |      |     | НКЛ   | 0     |

| Легенда к таблице |                                                                    |
| --- | ------------------------------------------------------------------ |
| В таблице перечислены результаты всех Гран-при Формулы-1, в которых использовался автомобиль. Строками таблицы являются сезоны, столбцами — этапы чемпионата мира. В каждой клетке указаны сокращённое название этапа и результат, дополнительно обозначенный цветом. Расшифровка обозначений и цветов представлена в нижеследующей таблице. |                                                                    |
| \| Пример \| Описание \| \| ------------ \| ------------------------------------------------------------------ \| \| 1 \| Победитель \| \| 2 \| Второе место \| \| 3 \| Третье место \| \| 5 \| Финишировал, заработав очки \| \| Сход \| Не финишировал, но при этом заработал очки \| \| 12 \| Финишировал, не получив очков \| \| НКЛ \| Финишировал, но не попал в финальную классификацию \| \| 15 \| Участвовал вне зачёта, либо по отдельной классификации \| \| 18 \| Не финишировал, но попал в финальную классификацию \| \| Сход \| Не финишировал \| \| НКВ \| Не прошёл квалификацию \| \| НПКВ \| Не прошёл предквалификацию \| \| ДСК \| Дисквалифицирован \| \| ИСК \| Исключён из протокола соревнований \| \| ТТ \| Заявлен для участия только в тренировках \| \| НС \| Участвовал в квалификации, но не стартовал в гонке \| \| Т \| Травмирован или болен \| \| ОТК \| Отказ от участия \| \| НТР \| Прибыл на соревнования, но на трассу не выезжал \| \| НПР \| Был заявлен в числе участников, но не прибыл к началу соревнований \| \| О \| Соревнования отменены \| \| \| Не участвовал \| \| Поул-позиция \| \| \| Быстрый круг \| \| |                                                                    |
| Пример | Описание                                                           |
| 1 | Победитель                                                         |
| 2 | Второе место                                                       |
| 3 | Третье место                                                       |
| 5 | Финишировал, заработав очки                                        |
| Сход | Не финишировал, но при этом заработал очки                         |
| 12 | Финишировал, не получив очков                                      |
| НКЛ | Финишировал, но не попал в финальную классификацию                 |
| 15 | Участвовал вне зачёта, либо по отдельной классификации             |
| 18 | Не финишировал, но попал в финальную классификацию                 |
| Сход | Не финишировал                                                     |
| НКВ | Не прошёл квалификацию                                             |
| НПКВ | Не прошёл предквалификацию                                         |
| ДСК | Дисквалифицирован                                                  |
| ИСК | Исключён из протокола соревнований                                 |
| ТТ | Заявлен для участия только в тренировках                           |
| НС | Участвовал в квалификации, но не стартовал в гонке                 |
| Т | Травмирован или болен                                              |
| ОТК | Отказ от участия                                                   |
| НТР | Прибыл на соревнования, но на трассу не выезжал                    |
| НПР | Был заявлен в числе участников, но не прибыл к началу соревнований |
| О | Соревнования отменены                                              |
| | Не участвовал                                                      |
| Поул-позиция |                                                                    |
| Быстрый круг |                                                                    |

† Результаты шасси с двигателем Climax. Остальные — с двигателем Weslake.